# Max Laeuger
Max Laeuger, född 30 september 1864 i Lörrach, död där 12 december 1952, var en tysk arkitekt och konstindustrialist.

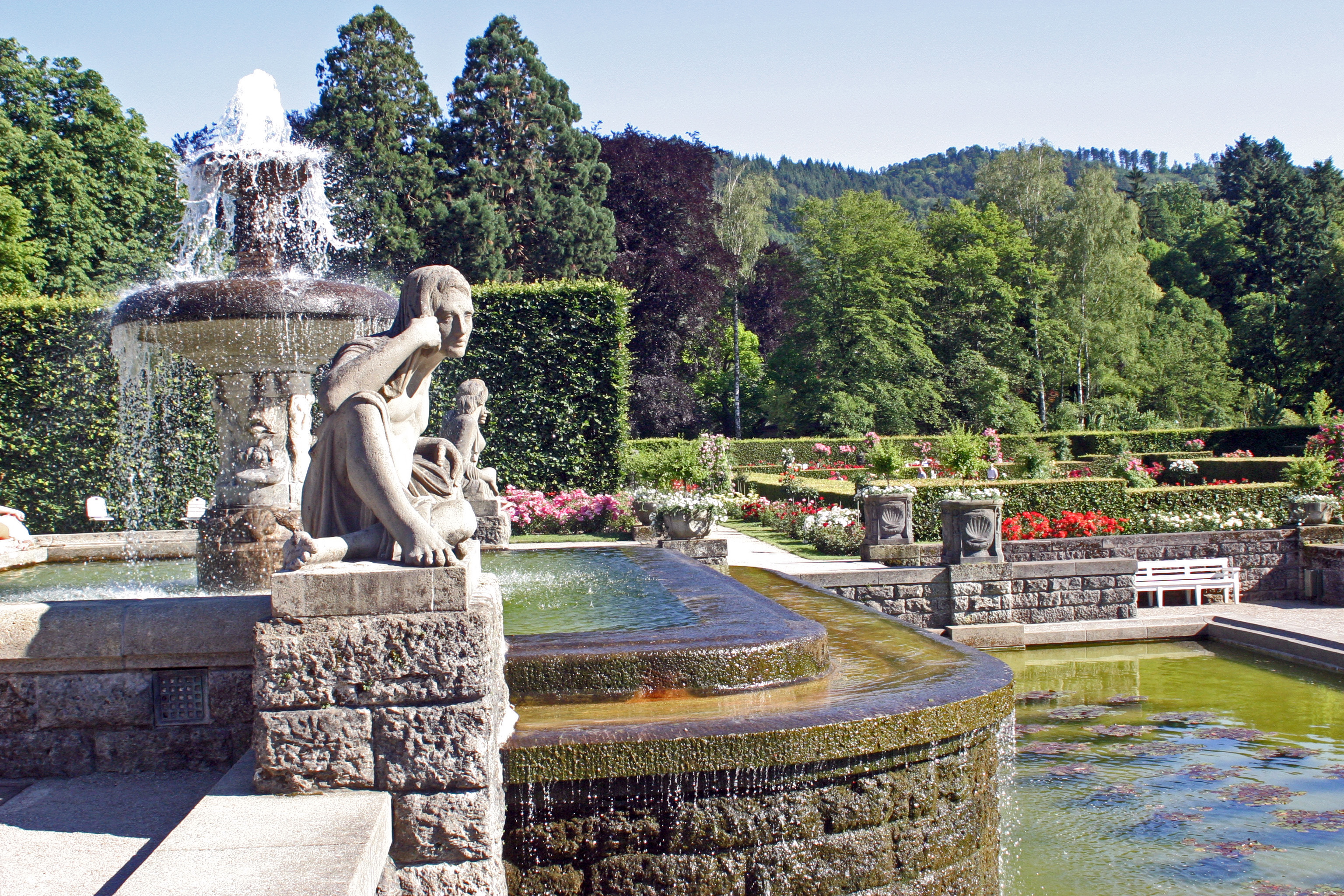
Max Laeugers "Gönneranlage" i Baden-Baden

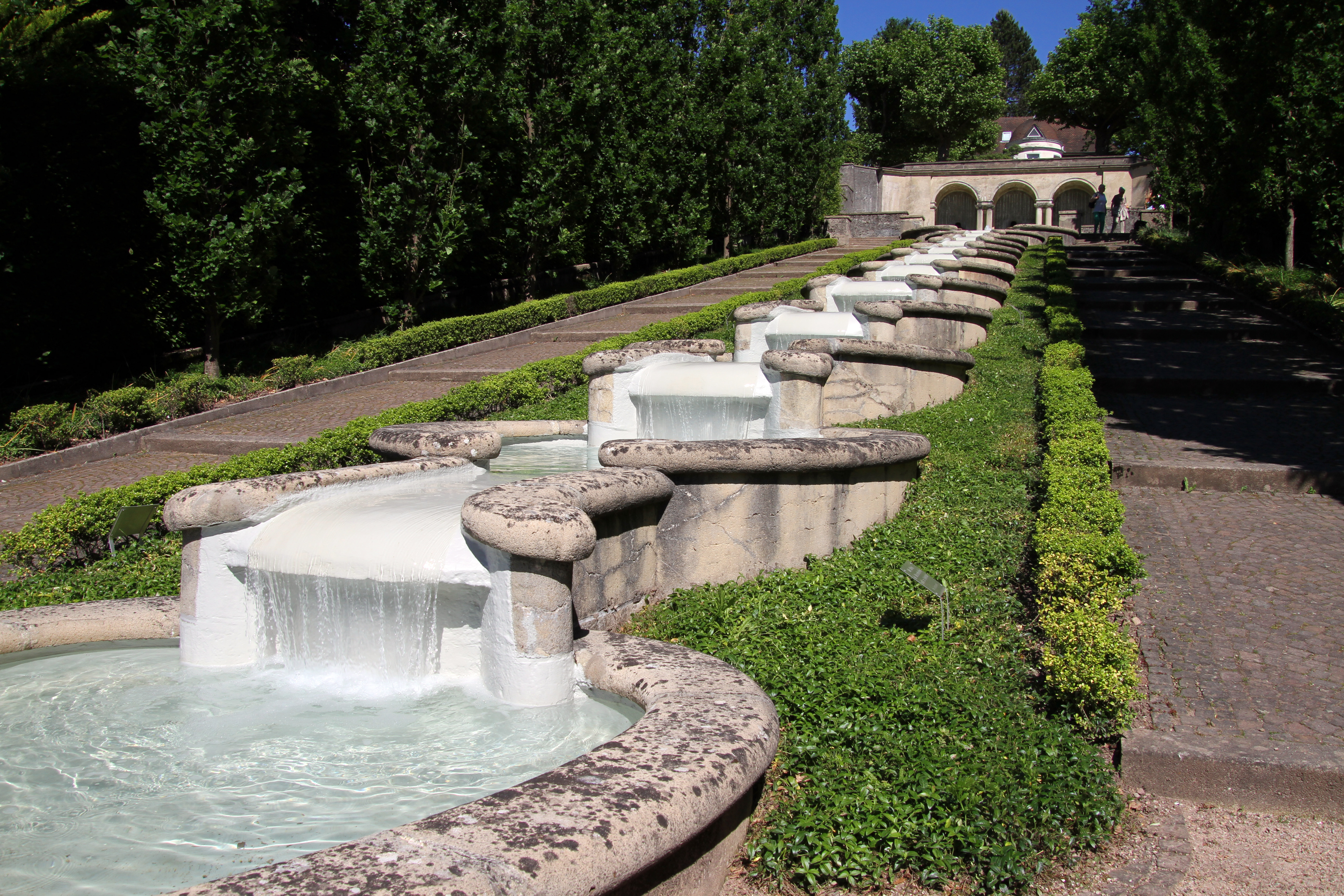
Max Laeugers "Wasserkunst Paradies" i Baden-Baden

Laeuger var professor i Karlsruhe och en av den moderna tyska konstindustrins främsta. Förutom byggnader och interiörer utförde han glasmålningar, men främst arbeten i keramik, där han ofta anslöt sig till gammaltyska former.
Han arbetade som keramiker främst med färgrik fajans, men även med figurframställningar, och verkade även som trädgårdskarkitekt.